# IC 4605
IC 4605 – niewielka mgławica refleksyjna znajdująca się w gwiazdozbiorze Skorpiona. Otacza gwiazdę piątej wielkości 22 Scorpii. Mgławica znajduje się w odległości około 400 lat świetlnych od Ziemi i wchodzi w skład kolorowego kompleksu mgławicowego ro Ophiuchi. Na niebie widoczna jest pomiędzy gwiazdą Antares a dużą ciemną mgławicą na północ od niej.
IC 4605 została odkryta w 1892 roku przez Edwarda Barnarda.